# Henri François Juillerat
Henri François Juillerat, ou Juillerat-Chasseur, né le 22 avril 1781 au Locle en Principauté de Neuchâtel et mort le 11 mars 1867 à Paris, est un pasteur protestant français. Il est président du Consistoire réformé de Paris à partir de 1836.

## Biographie
Henri François Juillerat naît dans une famille protestante du massif du Jura avant la Révolution française. Son père David Juillerat-Chasseur (1765-1830) et sa mère Suzanne Marie Jaquet-Droz (1755-1838), mariés le 24 octobre 1778, ont deux autres fils, Philippe Juillerat, né en 1782 et Charles Aimé Juillerat (1787-1861). Neuchâtel a rejoint la Réforme protestante dès 1530 avec Guillaume Farel et a accueilli de nombreux huguenots français à la révocation de l'édit de Nantes en 1685. En 1806, Napoléon obtient la principauté de Neuchâtel de Frédéric-Guillaume III, roi de Prusse, et y place le maréchal d'Empire Louis-Alexandre Berthier.
Sous le Premier Empire, Henri François Juillerat est pasteur au temple de Montpellier au Pignan de 1805 à 1807, puis au Grand temple de Nîmes de 1807 à 1816. Le 11 novembre 1809 il se marie à Nîmes avec Mira de Chabaud-Latour, fille de l'ingénieur militaire français Antoine Chabaud, seigneur de la Tour. Ils ont pour témoin le protestant genevois François Guizot, futur homme d'État et ministre de Louis-Philippe Ier. Ils ont deux enfants, Marie Juillerat (1814-1886) et Paul Juillerat (1815-1897), qui deviendra lui-même pasteur.
Le 21 mars 1816, Henri François Juillerat est reçu pasteur au temple protestant de l'Oratoire du Louvre. En 1818, il fonde la revue historique Les Archives du Christianisme. Au contact de Frédéric Monod, nommé pasteur en 1819, il adhère progressivement au mouvement du Réveil protestant francophone, pour un retour à la stricte orthodoxie calviniste. Il polémique à ce sujet avec le pasteur Athanase Coquerel, qui intègre le Consistoire réformé de Paris en 1833 et défend quant à lui la tendance du protestantisme libéral, des Lumières protestantes,.
En 1836, Juillerat est élu président du Consistoire réformé de Paris. Il tient cette fonction pendant près de 30 ans, qui est alors une des plus élevées de l'Église concordataire, reconnue et financée par l'État, d'autant que les Articles organiques du Concordat interdisent toute union nationale. Le 13 août 1861 il est nommé officier de l'Ordre impérial de la Légion d'honneur. Il demeure alors 12 rue des Beaux-Arts à Paris.
Il meurt à Paris le 11 mars 1867, à l'âge de 85 ans.

## Décoration
- Officier de la Légion d'honneur en 1861[4]

## Œuvres
- Henri François Juillerat, Lamentation chrétienne sur les massacres d'Orient en 1857, Paris, C. Meyrueis, 1857 (BNF 30666653, lire en ligne)
- Henri François Juillerat, Devant la croix, Paris, C. Meyrueis, 1859, 300 p. (BNF 30666650, lire en ligne)